# دولت‌آباد کفه
دولت‌آباد کفه یک روستا در ایران است که در دهستان شریف‌آباد (سیرجان) واقع شده‌است. دولت‌آباد کفه ۱۳۶ نفر جمعیت دارد.